# DeWitt Stetten Jr.
Pour les articles homonymes, voir Stetten.
Dewitt Stetten Jr. (31 mai 1909 - 28 août 1990) est un biochimiste américain,,. Il était doyen de la faculté de médecine de l'Université Rutgers,, président de la Fondation pour l'enseignement supérieur dans les sciences, et membre de l'Académie nationale des sciences.

## Parcours
Né le 31 mai 1909 à New York, il obtient son AB en 1930 à l'Harvard College, son MD en 1934 à l'Université Columbia puis son Ph.D. en biochimie à l'Université Columbia en 1940.
En 1962, il est nommé doyen de la faculté de médecine de l'Université Rutgers, puis est élu à l'Académie nationale des sciences en
1974.
Une collection de ses papiers est conservée à la National Library of Medicine à Bethesda, dans le Maryland. Il était marié à sa collègue biochimiste Marjorie Roloff Stetten.